# Оторбаева, Айдана Кубатбековна
Айдана Кубатбековна Оторбаева (род. 31 июля 1995) — киргизская футболистка. Мастер спорта Кыргызстана по футболу (2017). Выступала за национальные женские сборные Кыргызстана по футболу и мини-футболу. Неоднократная чемпионка Кыргызстана по футболу. Лучший игрок чемпионата Кыргызстана по мини-футболу 2019 года. Вице-президент Ассоциации женского футбола Кыргызстана (с 2022 года). Основательница волонтёрского движения «Сообща».

## Биография
Родилась 31 июля 1995 года в семье, где Айдана являлась младшей из семи сестёр. Начала работать в девять лет, помогая матери мыть полы в университете. Окончила среднюю школу № 14 города Бишкек. Училась в Киргизском национальном университете имени Жусупа Баласагына на бюджетной основе, который окончила по специальности «учитель русского языка и литературы».
В 18-летнем возрасте Оторбаева начала собственный бизнес по продаже напитков, а спустя год начала заниматься изготовлением и продажей сэндвичей для университетской столовой. В 2018 году открыла собственную футбольную школу для девушек старше 18 лет.

### Футбольная карьера
Футболом начала заниматься в детстве. В подростковом возрасте врачи запретили ей заниматься футболом из-за плохого зрения, однако Айдана продолжила занятия футболом, но по этой причине на поле футболистка не играет головой. В 2015 году ей был поставлен диагноз рак костей, однако в дальнейшем здоровье девушки пошло на улучшение и диагноз при повторном обследовании не подтвердился. За свою результативную игру в школьной команде, Айдана была приглашена выступать за команду под руководством Гулбары Уматалиевы и Оксаны Гайдученко.
На взрослом уровне выступала за команды «Азалию» и «Абдыш-Ату». Пять раз становилась чемпионкой Кыргызстана. Участвовала в Кубке Надежда и Иссык-Кульских спортивные играх. Приглашалась в национальную сборную Кыргызстана. В 2013 году получила предложение от японского клуба в течение полугода играть в Первой лиге, но отказалась, поскольку предпочла учёбу и занятия социальными проектами. В 2014 году стала лучшим бомбардиром и завоевала серебряные медали киргизского чемпионата. В 2017 году прошла просмотр в российской команде «Енисей», а в следующем году подписала контракт с клубом «Мадрид», за который выступала в течение года. В 2019 году в составе клуба «Илбирс-1» завоевала золотые медали чемпионата Кыргызстана по мини-футболу и была признала лучшим игроком соревнований. Бронзовый призёр женского чемпионата ФАЦА по мини-футболу 2022 года.

### Волонтёрская и общественная деятельность
Во время пандемии COVID-19 основала волонтёрское движение «Сообща» и занималась помощью медицинскому персоналу, а в следующем году занималась сбором средств для паралимпийца Арстанбека Базаркулова. В 2021 году стала лауреатом специальной премии от FIFpro под названием FIFpro Hero.
В декабре 2021 года стала председателем совета директоров Ассоциации профессиональных футболистов Кыргызстана, а в марте 2022 года — вице-президентом Ассоциации женского футбола Кыргызстана. В 2023 году представляла Кыргызстан на саммите FIFPRO по женскому футболу в Амстердаме.

## Награды
- Почётная грамота Кыргызской Республики (18 августа 2022)[17]